# Capitals de Regina
Les Capitals de Regina sont une équipe de hockey sur glace du début du XXe siècle. L'équipe, basée à Regina dans la Saskatchewan, fait ses débuts en 1921 dans la Western Canada Hockey League. En 1926, cette dernière arrête ses activités et l'équipe joue deux saisons de plus dans la Prairie Hockey League.

## Historique
En 1921, deux ligues professionnelles de hockey sur glace se font concurrence en Amérique du Nord : la Ligue nationale de hockey et l'Association de hockey de la Côte du Pacifique. Une troisième ligue est formée dans les Prairies canadiennes, la Western Canada Hockey League. Quatre équipes font partie de la nouvelle WCHL : les Eskimos d'Edmonton, les Tigers de Calgary, les Sheiks de Saskatoon et les Capitals de Regina. Ces derniers se classent deuxième de la saison inaugurale de la nouvelle formation avec une victoire de moins que les Eskimos. Les deux équipes se retrouvent en finale de la WCHL et les Capitals l'emportent. L'équipe affronte en fin de saison la meilleure formation de la PCHA afin de déterminer quelle équipe aura le droit de jouer la finale de la Coupe Stanley 1922. Les Capitals de Regina, menés en attaque par George Hay, Dick Irvin, Charles McVeigh et Harry Oliver, affrontent les Millionnaires de Vancouver en finale de l'Ouest mais après une victoire 2-1 lors du premier match, ils sont battus 4-0 au cours de la seconde rencontre par Vancouver.
Le classement 1922-1923 de la WCHL est le même que lors de la première saison mais cette fois ce sont les Eskimos qui jouent en finale de la Coupe Stanley. En 1924, les Tigers finissent premiers devant les Capitals qui sont toujours emmenés par Olivier. Une finale de la WCHL est organisée entre les deux équipes mais la hiérarchie est respectée avec un match nul 2-2 puis une victoire 2-0 de Calagary lors des matchs des 5 et 7 mars 1924. Pour la quatrième saison de la WCHL, la ligue accueille deux nouvelles équipes qui viennent dans la PCHA qui vient d'arrêter ses activités.
L'agrandissement de la ligue ne réussit pas aux joueurs de Regina qui finissent derniers de la saison 1924-1925 avec 20 défaites en 28 rencontres. La saison 1925-1926 est la dernière saison de la WCHL qui connaît comme la PCHA deux ans plus tôt des difficultés financières. Pour cette saison, les Capitals sont déménagés à Portland pour devenir les Rosebuds de Portland sous la direction de Pete Muldoon et se classent quatrièmes. En fin de saison la ligue est dissoute et les Rosebuds sont achetés par un groupe d'investisseurs mené par Frederic McLaughlin qui déménage la franchise à Chicago et la renomme Blackhawks de Chicago.
L'équipe des Capitals renaît au sein de la Prairie Hockey League, ligue qui ne dure que deux saisons.

## Classements
| No | Saison    | PJ | V  | D  | N | BP  | BC  | Pts | Classement | Séries éliminatoires                                                               |
| -- | --------- | -- | -- | -- | - | --- | --- | --- | ---------- | ---------------------------------------------------------------------------------- |
| 1  | 1921-1922 | 24 | 14 | 10 | 0 | 94  | 78  | 28  | 2e sur 4   | Victoire en finale de la WCHL Défaite contre les Millionnaires de Vancouver (PCHA) |
| 2  | 1922-1923 | 30 | 16 | 14 | 0 | 93  | 97  | 32  | 2e sur 4   | —                                                                                  |
| 3  | 1923-1924 | 30 | 17 | 11 | 2 | 83  | 67  | 36  | 2e sur 4   | Défaite en finale contre les Tigers de Calgary                                     |
| 4  | 1924-1925 | 28 | 8  | 20 | 0 | 72  | 121 | 16  | 6e sur 6   | —                                                                                  |
| 5  | 1926-1927 | 32 | 14 | 16 | 2 | 110 | 117 | 30  | 3e sur 5   | —                                                                                  |
| 6  | 1927-1928 | 26 | 2  | 19 | 5 | 46  | 89  | 9   | 3e sur 3   | —                                                                                  |